# Samuel Ornitz
Samuel Ornitz (Nueva York, 15 de noviembre de 1890 - Woodlan Hills, California, 10 de marzo de 1957) fue un guionista y novelista estadounidense. Fue uno de los "Diez de Hollywood" que fueron incluidos en la lista negra desde la década de 1950 por los jefes de los estudios cinematográficos después de su comparecencia ante el Comité de Actividades Antiamericanas  (HUAC) de la Cámara de Representantes, cuando fue declarado en desacato al Congreso por negarse a testificar sobre su supuesta pertenencia al Partido Comunista. En sus últimos años, escribió novelas, entre ellas Bride of the Sabbath (1951), que se convirtió en un éxito de ventas.

## Biografía
Nació en el seno de una familia  judía en 1890 en la ciudad de ciudad de Nueva York, Nueva York, hijo de inmigrantes de Europa del Este. Ornitz asistió a escuelas públicas y a la Escuela Hebrea. Su padre se convirtió en un exitoso comerciante de productos secos que quería que sus hijos hicieran negocios con él. Desde temprana edad, Ornitz se interesó por el socialismo, dando charlas callejeras a la edad de 12 años y escribiendo.

### Trabajo
A diferencia de sus hermanos, Ornitz no estaba interesado en seguir a su padre en los negocios. A la edad de 18 años comenzó a trabajar como trabajador social para la Asociación de Prisiones de Nueva York (1908-1914). Luego trabajó para la Sociedad de Brooklyn para la Prevención de la Crueldad contra los Niños (1914-20).

### Carrera de escritor
Ornitz comenzó a escribir obras de teatro, e hizo que The Sock se representara en 1918. Su Déficit fue producido por el People's Playhouse de Nueva York en 1919.
Su primer éxito literario fue su primera novela Haunch Paunch and Jowl (1923), una "autobiografía anónima" sobre sus raíces judías, que ganó notoriedad nacional. Contiene un uso temprano de la escritura de flujo de la conciencia en la ficción estadounidense, una técnica originada por el escritor irlandés James Joyce en su novela Ulises.
En 1928 Ornitz se mudó a California para trabajar en el cine, que era una industria en auge a medida que se introducían los "talkies". Al año siguiente trabajó en su primer guion para una película de Hollywood. Hasta 1945, escribió o coescribió otros veintinueve guiones. Entre ellas se encuentran The Case of Lena Smith (1929), Chinatown Nights (1929), Hell's Highway (1932), Imitación de la vida (1934)  sobre una joven mestiza que se hace pasar por blanca; La marca del vampiro  (1935), Follow Your Heart (1936), Army Girl (1938), Little Orphan Annie (1938), They Live in Fear (1944), sobre la Alemania nazi; y Circumstantial Evidence (1945). 
En 1931 Ornitz colaboró con Theodore Dreiser, John Dos Passos y otros escritores de izquierda en el informe del Comité Dreiser, una investigación de la guerra del condado de Harlan, una huelga de mineros en el  condado de Harlan, Kentucky, que fue reprimida violentamente por la policía privada contratada por propietarios de minas. Esto inspiró su obra corta, "A New Kentucky", publicada en The New Masses en abril de 1934. : 21  : 21 En 1933 se unió a Lester Cole y John Howard Lawson, ambos también miembros posteriores de los Diez de Hollywood, como fundadores del Screen Writers Guild.
En 1947 Ornitz fue incluido en la lista negra de Hollywood y más tarde enviado a prisión por negarse a testificar ante el Congreso con respecto a su pertenencia al Partido Comunista. La evidencia presentada en la audiencia mostró que Ornitz había sido miembro del Partido Comunista Estadounidense desde, al menos, 1944. Poco después de salir de prisión, en 1951, Ornitz publicó la novela Bride of the Sabbath. La novela describía a la comunidad judía del Lower East Side como un lugar de encanto y belleza, al tiempo que criticaba su aislamiento y sectarismo.: 17 
Los críticos elogian su rica descripción del entorno físico del barrio judío e informan que "escribió sobre el sábado con la veneración de un niño asombrado".: 17  La novela retrata el viaje de los protagonistas desde la ortodoxia judía hasta el cristianismo liberal tolstoiano como un viaje de crecimiento.: 18f 
Samuel Ornitz murió de cáncer en 1957 : 19  en Woodland Hills, California a los 66 años.
Los artículos de Samuel Ornitz (1919-1957), se encuentran en el Centro de Investigación Teatral de Wisconsin, incluidos los manuscritos originales de sus novelas. 

## Filmografía seleccionada
- Secrets of the French Police (1932)
- One Exciting Adventure (1934)